# مسابقه ۳
مسابقه ۳ (به انگلیسی: Race 3) فیلمی محصول سال ۲۰۱۸ و به کارگردانی رمو دی سوزا است. در این فیلم بازیگرانی همچون آنیل کاپور، سلمان خان، ژاکلین فرناندز، بابی دیول، دیزی شاه، ساغیب سالم، فردی درووالا، آمیت ساد ایفای نقش کرده‌اند.

## داستان
شمشیر سینگ (آنیل کاپور) بزرگترین امپراطوری تارت اسلحه و مواد مخدر در خاورمیانه را دارد. سیکندر سینگ (سلمان خان) پسر بزرگش است، سانجانا (دیزی شاه) و سارای (ساغیب سالم) فرزندان کوچکتر و دوقلوی او هستند. یکی از رقبای تجاری شمشیر سینگ شروع به ایجاد مشکل برای تجارت خانواده می‌کند، خانواده در حال از هم پاشیدگی هست اما…